# بویت: هنوز دختر نیست
بویت: هنوز دختر نیست (به انگلیسی: Boyette: Not a Girl Yet) فیلمی محصول سال ۲۰۲۰ و به کارگردانی جومبو آبانو است. در این فیلم بازیگرانی همچون زایجیان جارنلا، ماریس راکال و اینیگو پاسکوال ایفای نقش کرده‌اند.